# Eumorpha capronnieri
Eumorpha capronnieri là một loài bướm đêm thuộc họ Sphingidae. Loài này sinh sống ở French Guiana đến Costa Rica và đến tận Bolivia và phía bắc Argentina. 
Sải cánh dài 102–106 mm. Bề ngoài tương tự như Eumorpha phorbas, nhưng có thể được phân biệt bởi mô hình phía trên cánh trước với các vùng màu xanh lá cây và nâu đốm.

## Images

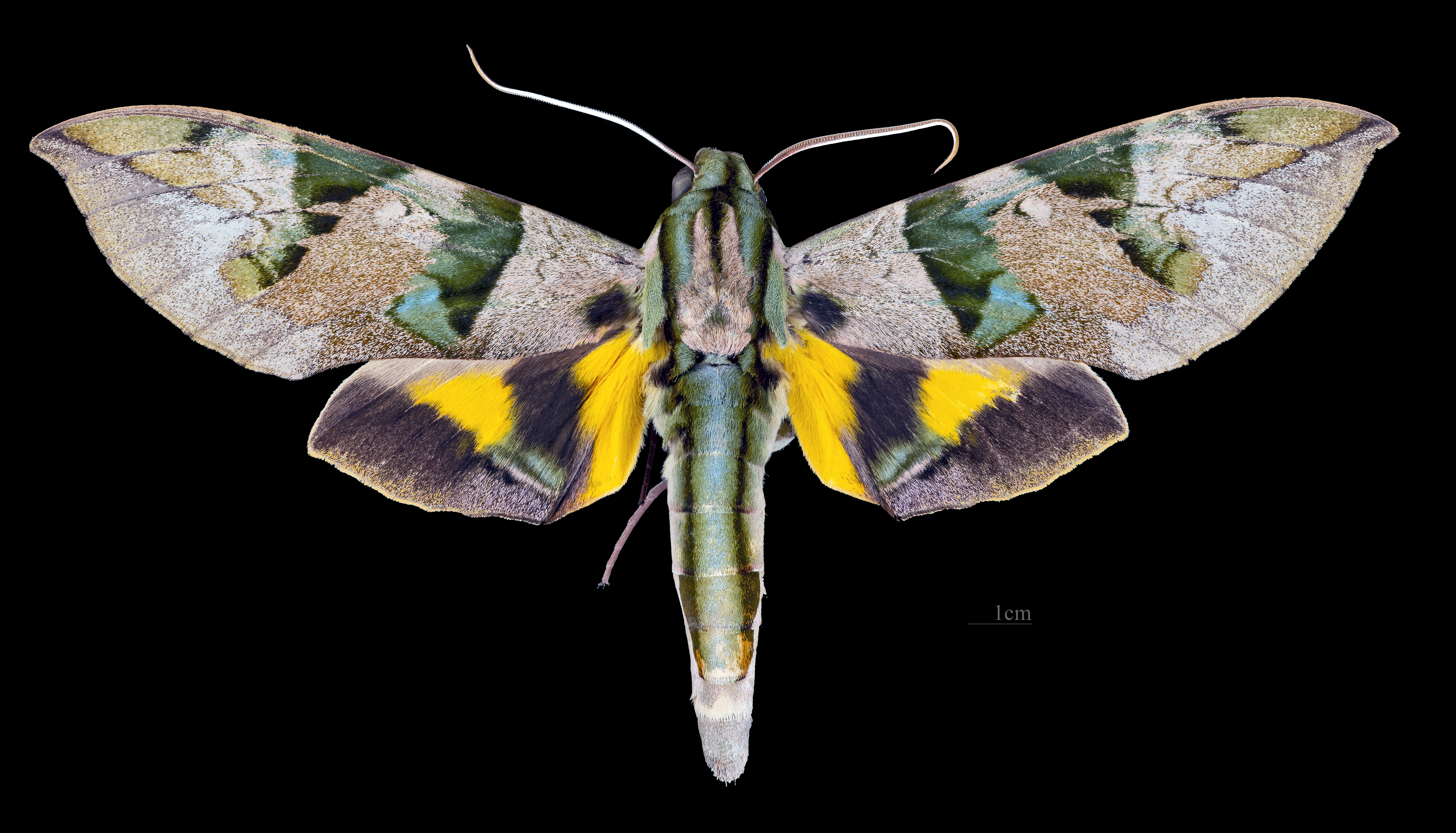
♂
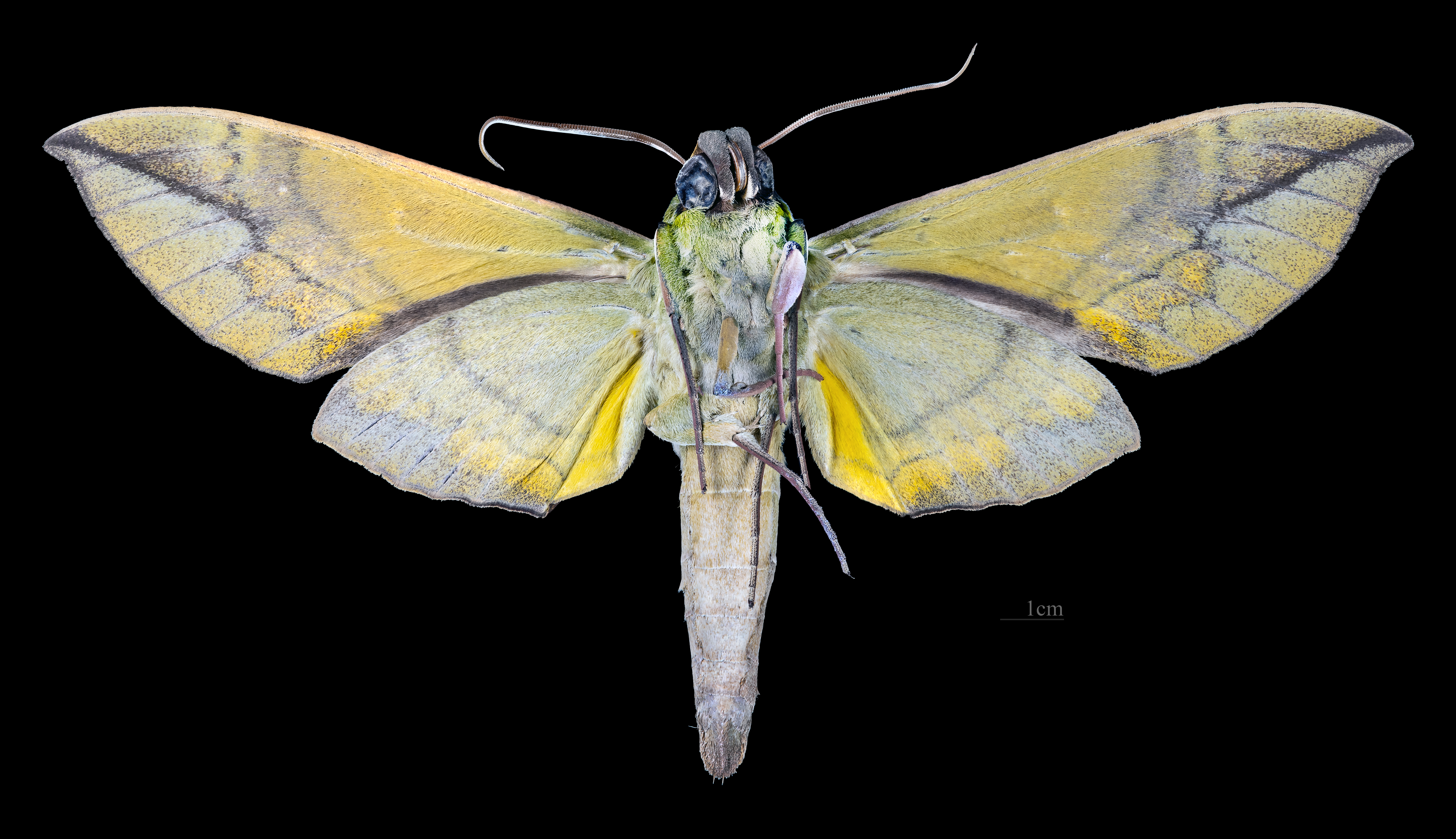
♂ △
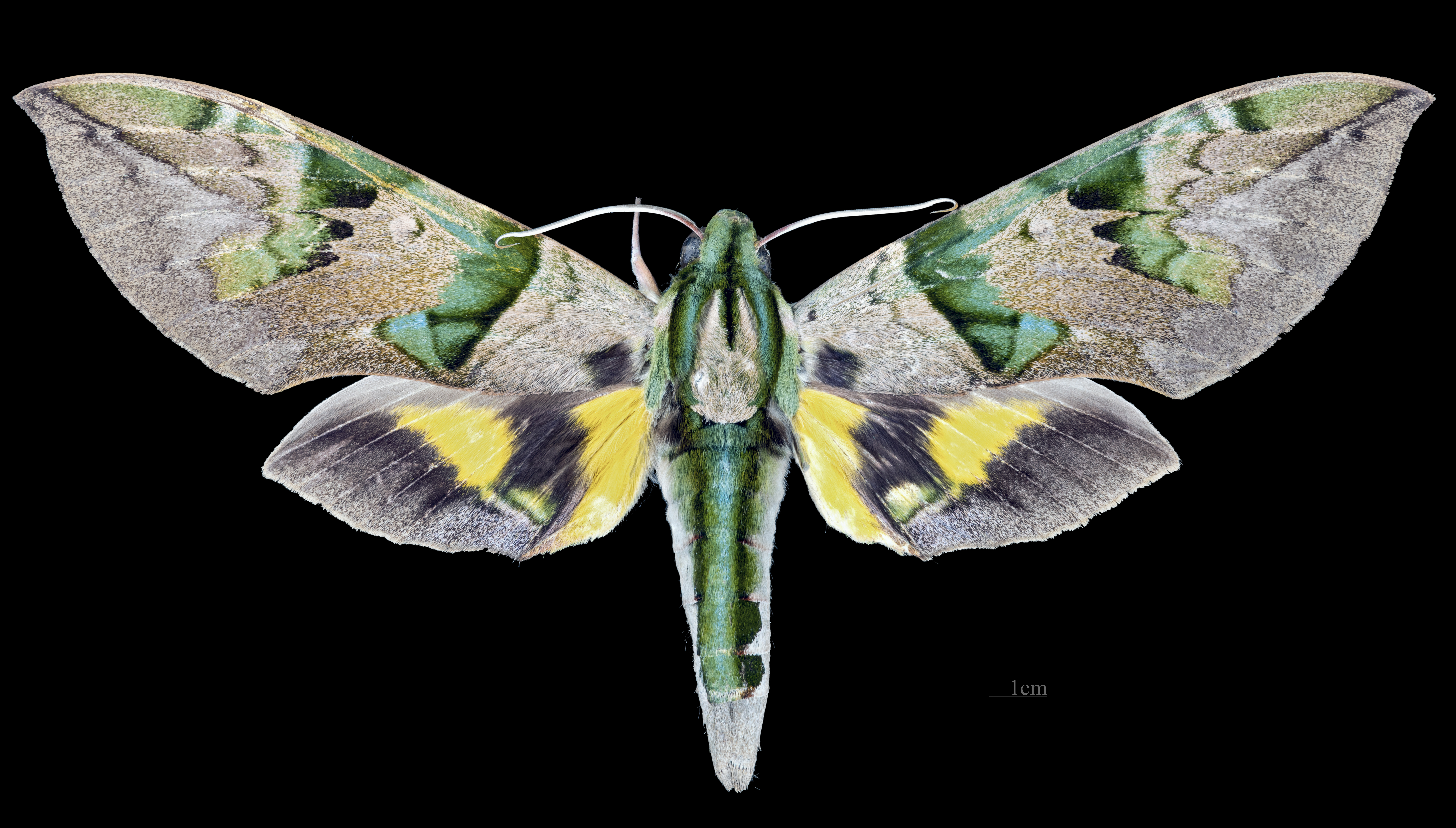
♀
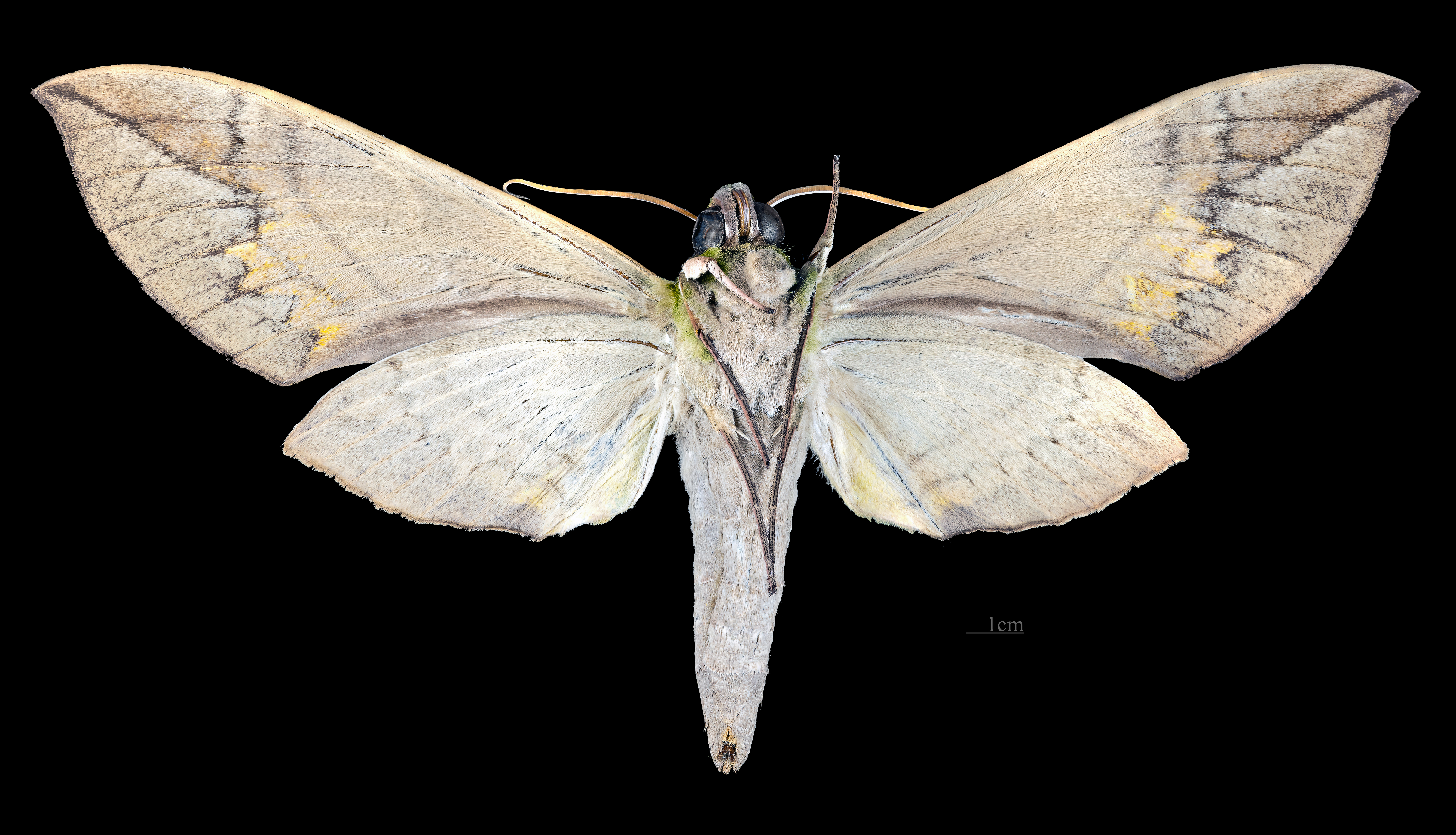
♀ △